# گوگرنل
گوگرنل (به لاتین: Guggernell) یک کوه در سوئیس است که در کانتون گراوبوندن واقع شده‌است. گوگرنل ۲٬۷۴۴ متر بالاتر از سطح دریا واقع شده‌است.